# Libusza (wieś)
Libusza – wieś w Polsce, położona w województwie małopolskim, w powiecie gorlickim, w gminie Biecz.
W latach 1954–1972 wieś należała i była siedzibą władz gromady Libusza. W latach 1975–1998 miejscowość administracyjnie należała do województwa krośnieńskiego.
W Libuszy znajduje się zabytkowy kościół Narodzenia Najświętszej Marii Panny włączony do Szlaku architektury drewnianej w Województwie Małopolskim.

## Położenie
Libusza oddalona jest o 3 km od miasta Biecz w kierunku południowo-wschodnim. Leży w dolinach Ropy i potoku Libuszanka, w obniżeniu zwanym Kotliną Libuszy.

## Integralne części wsi
| 0345029 | Jedle         | część wsi                       |
| 0345035 | Kolonia       | część wsi                       |
| 0345041 | Libusza Dolna | część wsi                       |
| 0345058 | Libusza Górna | część wsi                       |
| 0345064 | Pasternik     | część wsi                       |
| 0345070 | Podlesie      | część wsi                       |
| 0345087 | Podwójtowie   | część wsi                       |
| 0345093 | Resztówka     | część wsi (zniesiona w 2023 r.) |

Oprócz części wsi wykazanych w TERYT mieszkańcy wyróżniają przysiółki: Półrole, Rzeki.

## Historia
Według rozpowszechnionego podania nazwa tej miejscowości ma pochodzić od księżniczki Libuszy – najmłodszej córki Kroka, legendarnej władczyni Czech, założycielki Pragi, której małżeństwo z księciem Przemysłem Oraczem miało dać początek dynastii Przemyślidów.
Miejscowość występuje w dokumentach już w 1343 r. jako własność Sąda Pieniążka. Dokument ponownie lokujący Libuszę „na surowym korzeniu” został wydany przez króla Kazimierza Wielkiego 30 września 1348 w Krakowie, niejakiemu Jakubowi (zezwalał na założenie wsi nad rzeką Lubus w lasach królewskich). Wieś należała do dóbr królewskich. Sołectwo w Libuszy wchodziło w skład uposażenia szpitala św. Ducha w Bieczu. W 1361 r. notowany jest rektor kościoła w Libuszy, imieniem Jakub. Wieś początkowo rozwijała się zapewne wolno i była uboga, skoro w 1383 r. Spytko, wojewoda krakowski i starosta biecki, biorąc pod uwagę nieurodzajność gleby w Libuszy, każe liczyć do opłaty czynszu i danin tylko 8 zamiast 11 łanów.
Od XVI w. Libusza stała się ośrodkiem włości niegrodowego starostwa libuskiego, w skład którego wchodziły wsie: Binarowa, Kryg, Moszczenica, Rzepiennik Marciszewski, Rzepiennik Strzyżewski, Rzepiennik Suchy, Rożnowice i Racławice. Dopiero wówczas w związku z rozwojem rzemiosła w Libuszy nastąpił szybki rozwój wsi. Znana ona była z przemysłu tkackiego, uprawiano tutaj na szeroką skalę len i konopie. Ewaryst Andrzej Kuropatnicki w wydanym po raz pierwszy w 1786 r. dziełku pt. „Geografia (...) Galicyi i Lodomeryi” tak krótko napisał o Libuszy: Wieś kameralna, stolica obszernej włości, w lny, tkaczów, wapno, lasy i ryby obfitej. Starostwo przetrwało do I rozbioru Polski.

## Przemysł naftowy
W drugiej połowie XIX wieku wskutek rozwijającego się przemysłu naftowego powstały w Libuszy, w 1856 roku, pierwsze kopalnie ropy naftowej, założone przez hrabiego Tadeusza Skrzyńskiego. W 1872 roku jego syn, hrabia Adam Skrzyński założył w Libuszy rafinerię nafty, która nosiła nazwę Rafineria nafty z własnych kopalń, fabryka sadzy i tłuszczów mineralnych Adama Skrzyńskiego w Libuszy. Później kopalnie i rafinerię nabyła i rozbudowała szwedzka firma „Standard Nobel”. Podczas kryzysu gospodarczego w 1937 r. firma podjęła decyzję o likwidacji nierentownego zakładu, co doprowadziło do strajku okupacyjnego załogi rafinerii. Strajk trwał 7 tygodni i zakończył się klęską robotników, z których 320 straciło pracę. Instalacje rafinerii popadły w ruinę, a pozostałości żelbetowych konstrukcji widoczne są do dziś. Na terenie dawnej rafinerii powstała po II wojnie baza techniczno-materiałowa Przedsiębiorstwa Geologicznego Poszukiwań Naftowych, rozbudowana w latach 1969–1973.

## Zabytki
Obiekt wpisany do rejestru zabytków nieruchomych województwa małopolskiego.
- stajnia plebańska;
- chałupa nr 152.

### Pozostałe zabytki
- kościół Narodzenia Najświętszej Marii Panny – drewniany kościół z początków XVI w, uważany wówczas za jeden z najpiękniejszych i najcenniejszych zabytków Małopolski, spłonął 15 lutego 1986 roku. Odbudowany w stanie surowym z funduszów konserwatorskich na początku XXI w. z równoczesną rekonstrukcją jego wnętrza. W nocy z 1/2 lutego 2016 r. kościół ponownie spłonął[12].
- cmentarz wojenny nr 101 z I wojny światowej, w płd.-zach. części wsi[13].
- dwór z I połowy XIX w., otoczony resztkami parku z licznymi starymi drzewami;
- kapliczka przy drodze do Wójtowej – murowana, kryta daszkiem gontowym, z ludową rzeźbą św. Jana Nepomucena;
- stare krzyże przydrożne;
- nieliczne, stare chałupy z XIX/XX wieku.

Miejscowość znajduje się na małopolskim Szlaku Architektury Drewnianej.

## Inne
W miejscowości ma swoją siedzibę parafia pod wezwaniem Narodzenia NMP, należąca do dekanatu Biecz, diecezji rzeszowskiej.
W latach 1985–1997 wybudowano nowy kościół pod wezwaniem Narodzenia Najświętszej Marii Panny, którego proboszczem jest ks. Stanisław Dębiak, natomiast katechetą jest ks. Michał Dusza. Kilka lat wcześniej wybudowano dom strażaka oraz nową szkołę, a w 2000 roku oddano do użytku salę gimnastyczną.

## Ludzie związani z miejscowością
- Aleksander Kosiba
- Alojzy Kosiba
- Tadeusz Pabis
- Franciszek Rybka

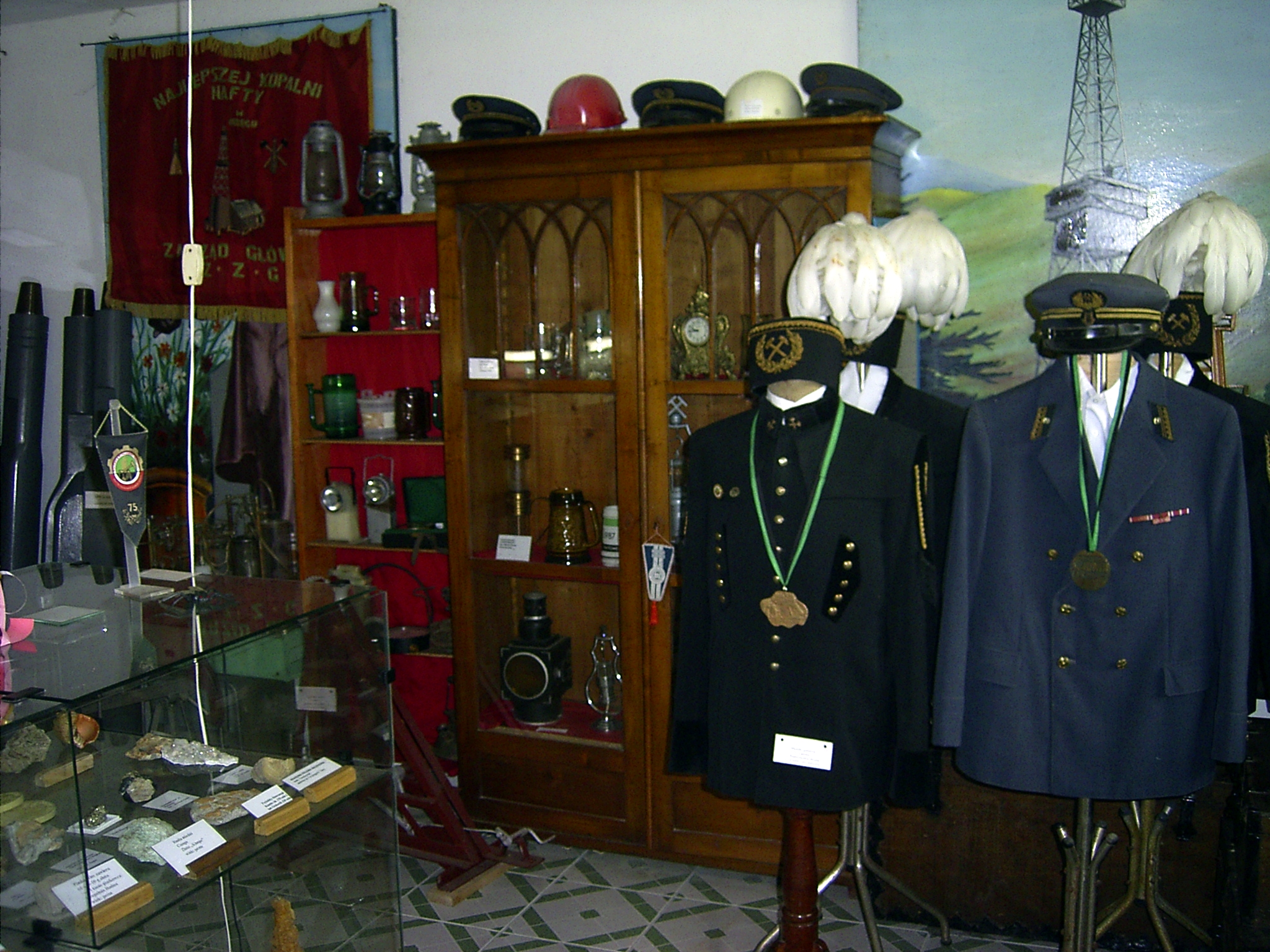
Muzeum w Libuszy
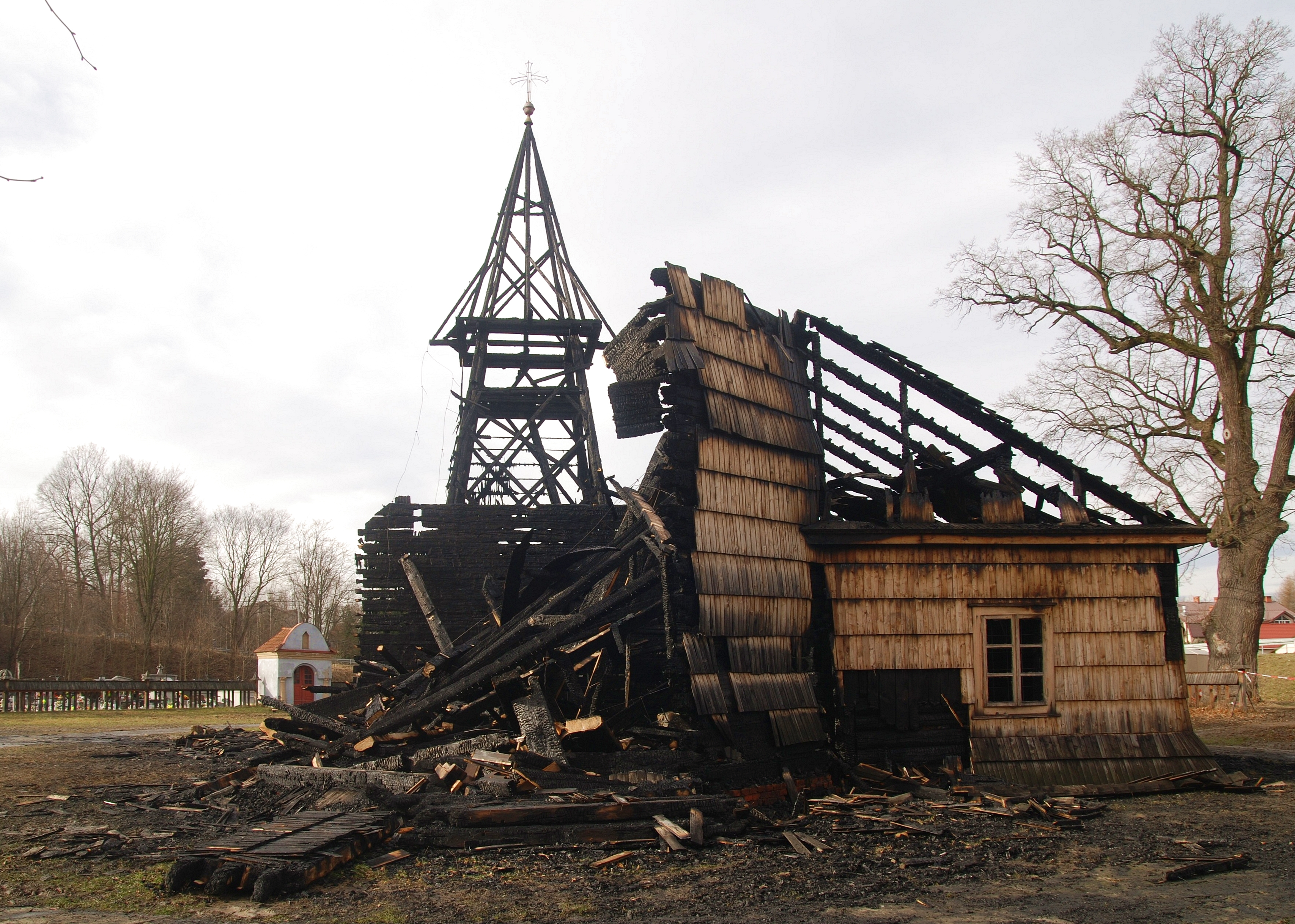
Pożar kościoła – 2 lutego 2016
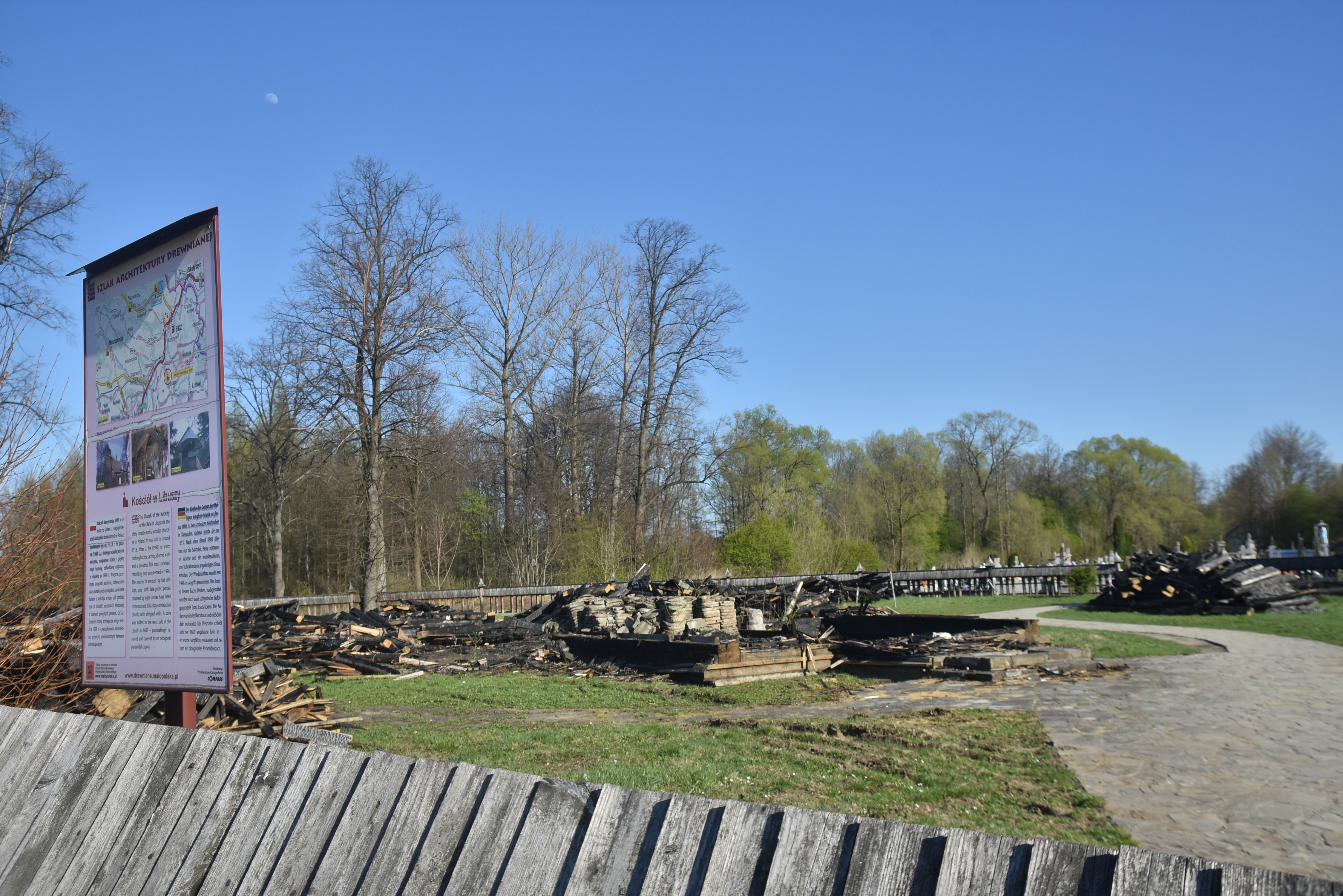
Spalony kościół – stan na dzień 15.04.2019
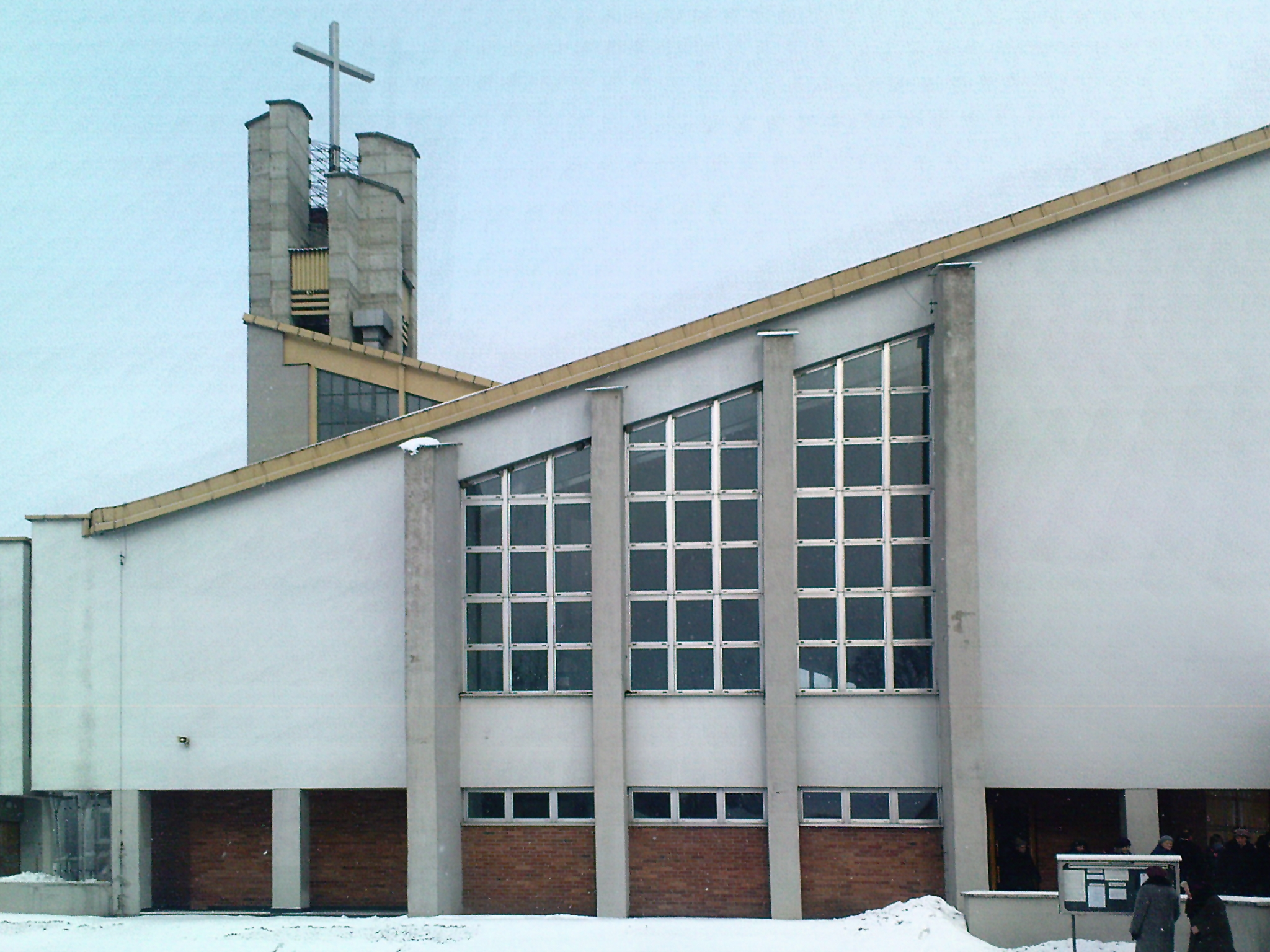
Nowy kościół parafialny